# Austrocidaria umbrosa
Austrocidaria umbrosa är en fjärilsart som först beskrevs av Alfred Philpott 1917b.  Austrocidaria umbrosa ingår i släktet Austrocidaria och familjen mätare. Inga underarter finns listade i Catalogue of Life.